# Dryosaurus
Dryosaurus ("gušter-hrast", Grčki δρυο/dryo - "hrast" i σαυρος/sauros - "gušter"; naziv je dobio prema obliku obraznih zuba, koji nalikuju listovima hrasta) bio je rod Ornithopoda čije su vrste živjele tijekom razdoblja kasne jure, prije 155 do 145 milijuna godina. Pripadao je iguanodontima, a u početku je klasificiran kao hipsilofodont. Njegovi ostaci pronađeni su na zapadu Sjedinjenih Američkih Država, a prvi put pronađen je u kasnom 19. stoljeću. Jedina poznata vrsta je Dryosaurus altus, ali Valdosaurus canaliculatus (Engleska) i Dysalotosaurus lettowvorbecki (Tanzanija) u prošlosti su se smatrali vrstama ovog roda.

## Paleobiologija
Dryosaurus je imao dug vrat, duge i vitke noge i dug, ukrućen rep. Goljenična kost bila je duža od bedrene. Križna kost sastojala se od šest spojenih kralježaka, a prepubis i postpubis su bili dugi. Na rukama je imao pet kratkih prstiju. Poznati primjerci bili su dugi između 2,4 i 4,3 metra i teški između 77 i 91 kilograma. Veličina odraslih jedinki, međutim, nije poznata zato što do sada nisu pronađeni odrasli primjerci Dryosaurusa.
Dryosaurus je imao rožnat kljun i obrazne zube i bio je biljožder, kao i ostali ornitopodi. Neki znanstvenici smatraju da je imao strukture slične obrazima kako mu hrana ne bi ispadala iz usta dok ju je žvakao.
Brz i okretan trkač sa snažnim nogama, Dryosaurus je koristio svoj ukrućeni rep kao protutežu prednjem dijelu tijela. Vjerojatno se oslanjao na brzinu za obranu od grabežljivaca.

### Ishrana i zubi
Zube Dryosaurusa, prema kuratoru muzeja Johnu Fosteru, karakterizira "jak srednji greben na lateralnoj površini". Dryosaurus se uglavnom hranio niskom vegetacijom u drevnoj naplavnoj ravnici koju je nastanjivao.

### Rast i razvoj
John Horner i kolege proveli su histološko istraživanje rasta Dryosaurusa i još dva ornitopoda. Svi istraživači pregledali su kosti Dryosaurusa, od kojih ni jedna nije pripadala odrasloj jedinki. Zaključili su da je rast kod Dryosaurusa završavao tek s 15 godina starosti. Kod manjeg ornitopoda Orodromeusa odrastanje se vrlo brzo odvijalo, te je dostizao punu veličinu s 4 do 6 godina.
Ostaci tek izleglog Dryosaurusa pronađeni u Dinosaur National Monumentu u Utahu potvrđuju da je Dryosaurus slijedio sličan kraniofacijalni razvoj kao i ostali kralježnjaci; oči su mu proporcionalno bile velike, a njuška kratka dok je bio mlad. Kako je rastao, njegove su oči postajale proporcionalno manje, a njuška proporcionalno duža.

## Otkriće i nalazišta
Prvi pronađeni primjerak sastojao se od jednog zuba, zdjelice i jednog stražnjeg uda (YPM 1876) i potječe iz Como Bluffa u Wyomingu,  poznatog "groblja dinosaura" formacije Morrison. Othniel Charles Marsh (1878.) opisao je taj primjerak kao novu vrstu roda Laosaurus – Laosaurus altus. Marsh je tek nakon otkrića još primjeraka primijetio važne razlike između ove i drugih vrsta roda Laosaurus, kao što su duži vratni kralješci i tanji prepubis, stoga je 1894. uspostavio rod Dryosaurus.

### Formacija Morrison
Ostaci Dryosaurusa pronađeni su u stratigrafskim zonama 2-6 u kasnojurskim slojevima formacije Morrison, koja se nalazi na zapadu Sjeverne Amerike. Na jednom spektakularnom nalazištu blizu Uravana (Colorado) pronađene su stotine primjeraka vrste D. altus, i to u različitim stadijima odrastanja. Druga mjesta na kojima su pronađeni ostaci Dryosaurusa su Bone Cabin Quarry, zatim Red Fork u Wyomingu i Lily Park u Coloradu.

## Sistematika
Dryosaurus je pripadnik porodice Dryosauridae, koja je po njemu i dobila naziv. Srodstvo između Dryosaurusa i ostalih pripadnika ove porodice nije jasno.
Dryosaurus se dugo smatrao pripadnikom porodice Hypsilophodontidae. Tek su Milner i Norman 1984. godine, na temelju razlika između Dryosaurusa i ostalih hipsilofodonta, za njega uspostavili odvojenu grupu. Cooper (1985.) je postavio danas odbačenu potporodicu Dryosaurinae, koju je svrstao unutar Hypsilophodontidae.

## Vanjske poveznice
- https://web.archive.org/web/20090425151715/http://www.thescelosaurus.com/iguanodontia.htm, pristupljeno 28. svibnja 2014.